# Sieć aniołów biznesu
Sieć aniołów biznesu (ang. business angels network) − organizacja tworząca platformę, w ramach której przedsiębiorca szukający finansowania dla swojego projektu, ma szansę znaleźć anioła biznesu, który wesprze go kapitałowo. 
Pełni rolę pośrednika między aniołami biznesu a pomysłodawcami, niwelując barierę informacyjną. Inwestorom zapewnia anonimowość i dostęp do najlepszych projektów (prowadzi ich selekcję) oraz profesjonalnych szkoleń, a przedsiębiorcom – wsparcie w przygotowaniu pomysłu, dopracowaniu koncepcji i dokumentacji oraz możliwość zaprezentowania projektu aniołom biznesu. Efektywność ich działania w znacznej mierze opiera się na rozbudowanym środowisku, do którego powinno należeć wielu inwestorów i pomysłodawców reprezentujących różne branże. Znaczna część sieci aniołów biznesu to instytucje non-profit, choć coraz więcej tego typu organizacji prowadzi działalność komercyjną.
W Polsce sieci aniołów biznesu poszukują projektów, których potrzeby kapitałowe mieszczą się w przedziale 50 tys. – 5 mln zł. W 2014 r. w Polsce funkcjonowało 14 sieci tego typu:
| Lp. | Nazwa sieci                                                            | Miasto                                                                    | Rok powstania |
| --- | ---------------------------------------------------------------------- | ------------------------------------------------------------------------- | ------------- |
| 1   | PolBAN Business Angels Club                                            | Warszawa, Bydgoszcz                                                       | 2003          |
| 2   | Lewiatan Business Angels                                               | Warszawa                                                                  | 2005          |
| 3   | Śląska Sieć Aniołów Biznesu Silban                                     | Katowice                                                                  | 2006          |
| 4   | Sieć Inwestorów Prywatnych SATUS                                       | Kraków                                                                    | 2006          |
| 5   | Regionalna Sieć Inwestorów i Inwestycji Kapitałowych RESIK             | Kraków                                                                    | 2007          |
| 6   | Lubelska Sieć Aniołów Biznesu (obecnie Wschodnia Sieć Aniołów Biznesu) | Lublin                                                                    | 2007          |
| 7   | Sieć Aniołów Biznesu Amber                                             | Szczecin                                                                  | 2009          |
| 8   | Secus Wsparcie Biznesu                                                 | Poznań, Warszawa, Kraków, Wrocław, Katowice                               | 2010          |
| 9   | Ponadregionalna Sieć Aniołów Biznesu – Innowacja                       | Katowice, Warszawa, Wrocław, Białystok, Gorzów Wielkopolski, Zielona-Góra | 2010          |
| 10  | Gildia Aniołów Biznesu                                                 | Łódź                                                                      | 2010          |
| 11  | Sieć Aniołów Biznesu Symultana.org                                     | Warszawa                                                                  | 2010          |
| 13  | Platinum Investors                                                     | Gdynia, Warszawa                                                          | 2012          |
| 14  | Kobieca Sieć Aniołów Biznesu                                           | Katowice, Warszawa, Wrocław                                               | 2012          |
| 15  | Smart Business Angels                                                  | Warszawa                                                                  | 2013          |
| 16  | Technology Investors Business Angels                                   | Warszawa                                                                  | 2013          |
| 17  | Społecznościowa Sieć Aniołów Biznesu - Crowdangels.pl                  | Olsztyn, cała Polska                                                      | 2013          |
| 18  | Black Swan Fund                                                        | Warszawa                                                                  | 2015          |
| 19  | Fast Business Angels                                                   | Kleszczów                                                                 | 2018          |